# Gornja Pološnica
Gornja Pološnica (en serbe cyrillique : Горња Полошница) est un village de Serbie situé dans la municipalité de Kosjerić, district de Zlatibor. Au recensement de 2011, il comptait 112 habitants.

## Démographie
| 1948 | 1953 | 1961 | 1971 | 1981 | 1991 | 2002 | 2011 |
| ---- | ---- | ---- | ---- | ---- | ---- | ---- | ---- |
| 213  | 207  | 263  | 166  | 144  | 141  | 152  | 112  |

|  |